# Cheilanthes dolomiticola
Cheilanthes dolomiticola är en kantbräkenväxtart som först beskrevs av Ted Schelpe och som fick sitt nu gällande namn av Schelpe och Nicola C. Anthony.
Cheilanthes dolomiticola ingår i släktet Cheilanthes och familjen Pteridaceae. Inga underarter finns listade i Catalogue of Life.